# Зерновое (Акмолинская область)
Зерновое (каз. Зерновой) — упраздненное село в Шортандинском районе Акмолинской области Казахстана. Входило в состав Новоселовского сельского округа. 

## География
Село располагалось в восточной части района, на расстоянии примерно 42 километров (по прямой) к востоку от административного центра района — посёлка Шортанды, в 5 километрах к юго-западу от административного центра сельского округа — села Новосёловка.
Абсолютная высота — 320 метров над уровнем моря.
Ближайшие населённые пункты: село Новосёловка — на северо-востоке, село Новопервомайское — на юго-западе.

## История
Ликвидировано в 2005 году.

## Население
В 1989 году население села составляло 154 человека (из них русские — 42%, казахи — 24%).
В 1999 году население села составляло 52 человека (28 мужчин и 24 женщины).
| Численность населения | Численность населения |
| 1989                  | 1999                  |
| --------------------- | --------------------- |
| 154                   | ↘52                   |